# 德斯卡尔加马里亚
德斯卡尔加马里亚，是西班牙埃斯特雷马杜拉卡塞雷斯省的一个市镇。总面积53平方公里，总人口274人（2001年），人口密度5人/平方公里。